# Radomir
Radomir, Radomiar, Radmir – słowiańskie/staropolskie imię męskie, złożone z członu Rado- (motywowanego przez rad- „być zadowolonym, chętnym, cieszyć się” lub radzić - „troszczyć się, dbać o coś”) oraz członu -mir („pokój, spokój, dobro”). Może ono oznaczać „tego, który troszczy się o pokój”.
Radomir imieniny obchodzi 28 stycznia i 3 lipca.
Podobne imiona staropolskie: Radociech, Radogost, Radomił, Radosław, Radowit, Radowuj, Radsuł, Radzim.

## Osoby noszące imię
- Radomir Antić (1948–2020) – serbski piłkarz i trener piłkarski,
- Radomir Đalović – serbsko-czarnogórski piłkarz,
- Radomir Jasiński – polski fizyk,
- Radomir Kovačević (1954–2006) – jogosłowiański judoka,
- Radomir Putnik (1847–1917) – serbski marszałek,
- Radomir Wit – polski dziennikarz.